# Henri Péquet
Henri Péquet est un aviateur français, né le 1er février 1888 à Bracquemont (Seine-Inférieure, aujourd'hui Seine-Maritime), mort le 14 mars 1974 à Vichy. Il est le premier aviateur à avoir transporté officiellement du courrier par avion le 18 février 1911, ouvrant ainsi l'histoire de la Poste aérienne.

## Carrière

### Formation initiale
Dès 1905, Henri Péquet commence une carrière d'aéronaute, et pratique le ballon libre avec Baudry. Il sera ensuite membre de l'équipage du dirigeable Ville de Paris avec Louis Paulhan.
En 1908, Henri Péquet est engagé par la société d'aviation Voisin à Mourmelon. En 1909, il aborde le pilotage par un engagement comme mécanicien auprès du pilote chilien José Luis Sanchez Besa. Il participe à ce titre au meeting de Johannistal, près de Berlin. Il fait ses premières expériences d'aviateur durant les essais. Durant le meeting de Hambourg en 1909, il aura l'occasion de faire son premier vol officiel en public ; il participa aussi à la Grande Semaine d’Aviation de la Champagne en 1910 avec les numéros 20 à 22 sur un avion Sanchez Besa.
Le 10 juin 1910, Henri Péquet passe son brevet de pilote sur un avion construit par l'entreprise Voisin, sa carte porte le numéro 88.

### Un pionnier de la Poste aérienne

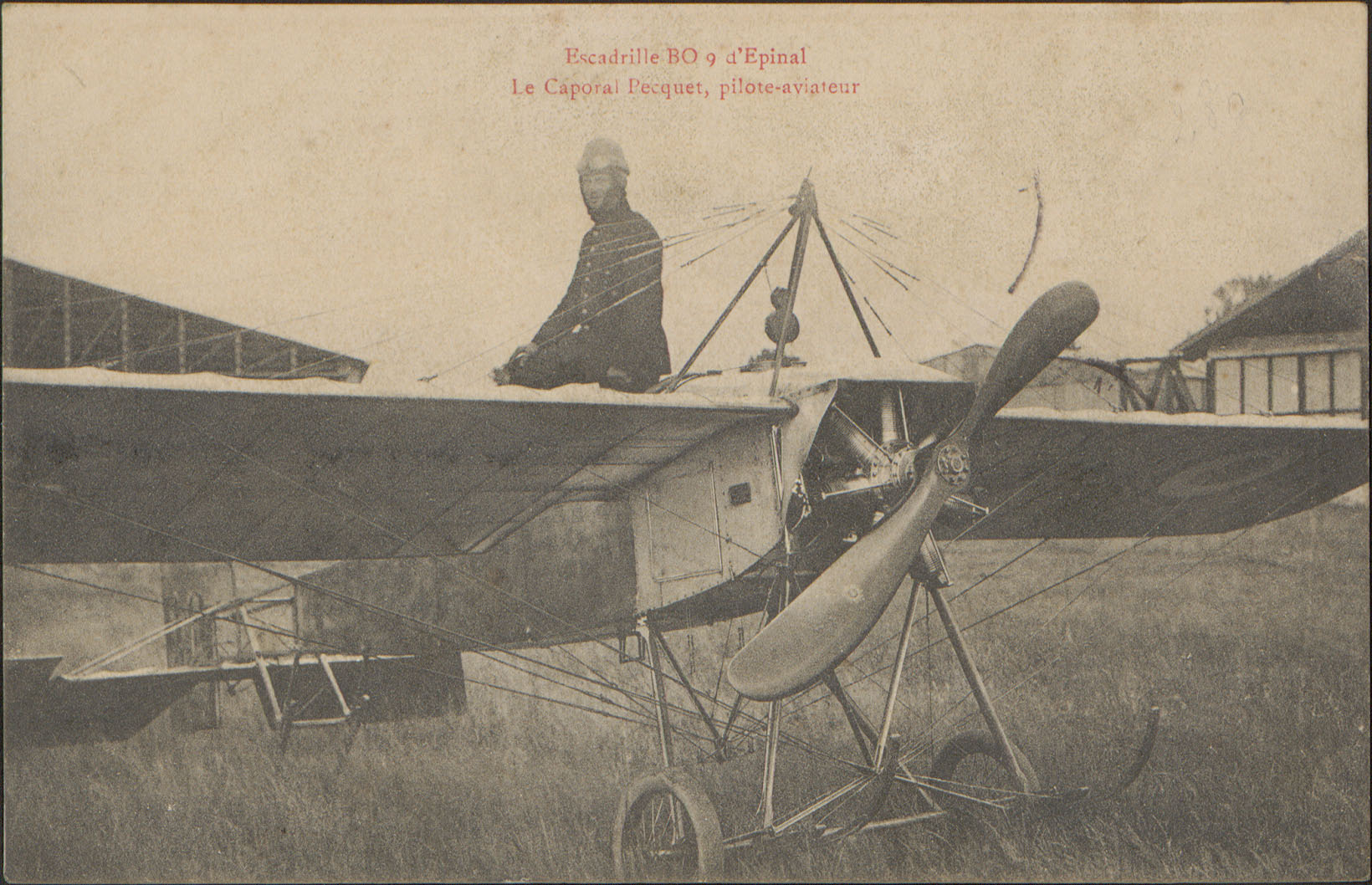
Le caporal Pequet, pilote-aviateur (Escadrille BO9 d'Épinal).

Henri Péquet est le premier aviateur à avoir transporté officiellement du courrier par avion le 18 février 1911, entre Allahabad et Naini Junction, deux villes indiennes distantes de 10 kilomètres, avec l'aide de l'armée britannique, et dans le cadre de l'exposition universelle de l'Industrie et des Transports de Allahabad. À l'issue de ce vol de 27 minutes à bord d'un avion  biplan Sommer, Péquet livre environ 6 000 lettres et cartes postales.
Après l'expérience concluante du 18 février, à partir du 22 février 1911 et pendant toute la durée de l'exposition, Henri Péquet et le capitaine Walter George Windham assurent un transport régulier de courrier par avion, jusqu'à la gare de Naini Junction. Ils assurent ainsi la première liaison postale par avion régulière de l'histoire.

### Pilote de guerre
Avant la Première Guerre mondiale, il est un des tout premiers aviateurs militaires, basé à l'aérodrome de Chateaufort (aujourd'hui dans les Yvelines), comme appelé. Il est affecté au « Service Aérien français » dans les premières escadrilles de l'Aéronautique militaire, créée quelques mois avant.
Mobilisé en 1914, alors qu'il était en meeting à Moscou, il participe à la Première Guerre mondiale comme pilote mécanicien.
Après sa période militaire, il devient pilote d'essai dans la société d'aviation Morane-Saulnier, qu'il quittera en 1934.
Cette même année, il devient membre de l'aéro-club de Vichy, où il est chef-pilote.
Durant la Seconde Guerre mondiale, il participe à la Résistance. Il est capturé par la Gestapo le 22 avril 1943, avec son épouse Andrée ; elle sera déportée en Allemagne jusqu'à la Libération.

## Après guerre
Après la guerre, il reprend ses activités à l'aérodrome de Vichy jusqu'en 1953.
Sa carte de vol totalisera 8 200 heures, et il aura parcouru plus d'un million de kilomètres.
Il meurt le 14 mars 1974 à Vichy à 86 ans et est inhumé au cimetière de Vichy.

## Honneurs posthumes
- Une rue du quartier des Ailes, à Vichy, porte le nom de rue Henri-et-Andrée-Péquet depuis le 19 février 1989[4], et la rue desservant l'aéroport de Vichy-Charmeil — où une stèle a également été érigée en 2018[5],[6] — porte le nom d'allée Henri-Péquet.
- Pour le centenaire de la première liaison aéropostale, La Poste française émet un timbre le 19 février 2011.